# Giuseppe Viggiani
Giuseppe Viggiani (Nápoles, 31 de marzo de 1892-Nápoles, 29 de marzo de 1962) fue pintor, escritor, traductor y bibliófilo italiano.

## Familia
Nació en Nápoles (NA) de Carolina Fortunato y Carlo Viggiani.
Los padres pertenecían a antiguas y ricas familias de Basilicata: Ernesto y Giustino Fortunato eran sus tíos, hermanos de Carolina. Emmanuele Viggiano en 1805, había publicado las "Memorias de la ciudad de Potenza".
Giustino Fortunato era muy cercano a su hermana Carolina y a su familia, por lo que tuvo mucho cuidado con la formación moral y cultural de su sobrino Giuseppe Viggiani: la atención hacia el joven es confirmada por una densa correspondencia que, incluso desde la distancia, fortaleció un hábito de diálogo que entre ambos fue constante. El papel crucial de Fortunato en la formación ética y literaria de su sobrino se perfila a través de una serie de sugerencias y opiniones sobre obras literarias. 
Casado con Maria de Hippolytis, tuvo cuatro hijos: Domenico, Carolina, Gerardo y Carmine.

## Biografía

### Educación
Completó estudios clásicos en el colegio Bianchi de los padres Barnabitas. Participó, en la infantería, en la Primera Guerra Mundial, alcanzando el grado de capitán; fue herido y condecorado. Al regresar de la guerra se licenció en derecho, pero abandonó todas las demás actividades para ser alumno de la Academia de Bellas Artes de Nápoles bajo la tutela de los maestros Edoardo Dalbono, Federico Rossano, Federico Cortese y Rubens Santoro.

### Pintor

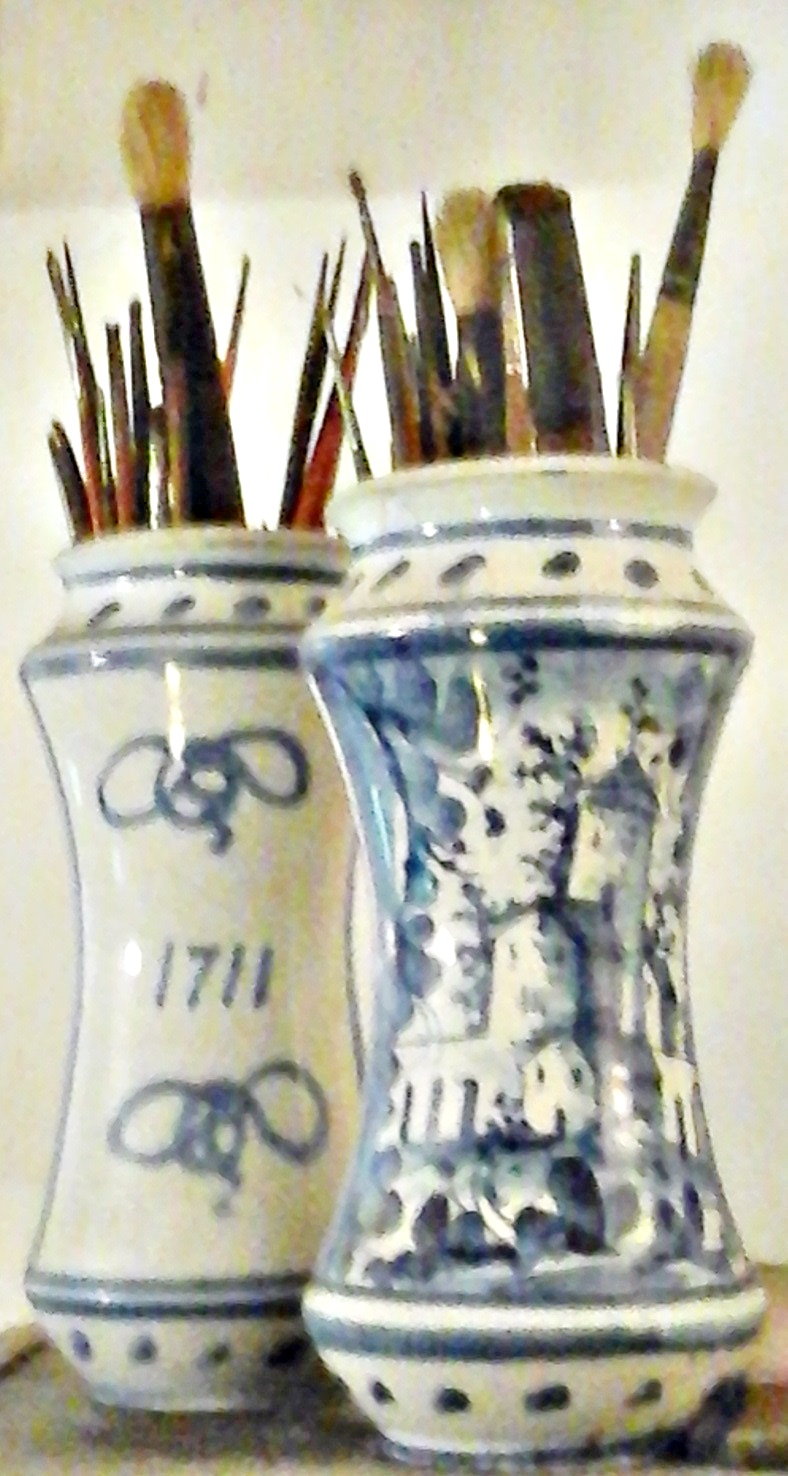
Sus pinceles

Como artista pintor alcanzó cierta notoriedad (ver Comanducci, Benezit, Thieme und Becker) y aún debemos recordar otras notas positivas que periodistas y críticos han escrito sobre la obra de Viggiani, por ejemplo, Carmelo Sgroi, en la revista "Vita Nova" de febrero de 1928. 
En sus obras abordó las flores, los interiores, el mar, la naturaleza muerta, el paisaje, pero fue sobre todo un figurativo.
Se encuentran sus pinturas en diferentes museos (entre otros Museos Aiello Moliterno "Novecento Lucano", "Círculo Artístico Politécnico" de Nápoles) y colecciones privadas (como por ejemplo la del barón de Chirandà).
A partir de 1920 participó en las principales exposiciones, así como muchas exposiciones colectivas de napolitanos tanto en Italia y en el extranjero. También realizó exposiciones personales en Nápoles, Roma y Potenza, por ejemplo, en 1926 junto con Ercole Bianchi, en Potenza. Fue premiado en la IV Bienal de Calabrese (1926). Participó asiduamente hasta que la irreductible militancia antifascista lo excluyó de ellas incluso antes de provocar, en 1941, su arresto e internamiento en el hospital psiquiátrico provincial y en otros, entre ellos el Bianchi di Bellavista. Sin embargo, siguió pintando asiduamente hasta que en 1943 el estudio fue alcanzado por el bombardeo estadounidense del 4 de agosto, que provocó la destrucción de casi todas sus obras y muchos volúmenes de arte.

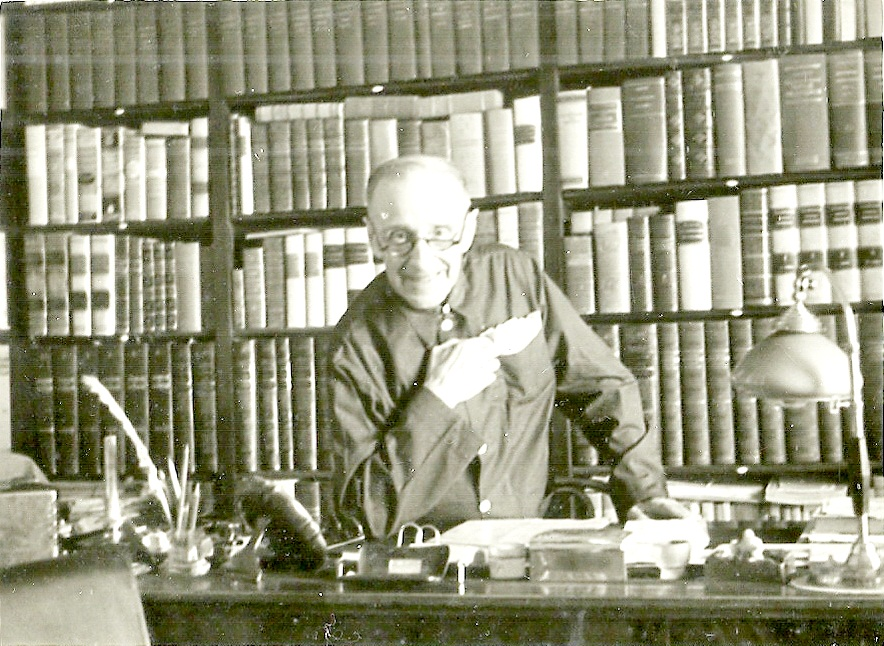
Giuseppe Viggiani en su estudio

### Traductor y escritor
El dolor de esa pérdida, la amargura por las cosas que lo rodeaban, le robaron la energía e hicieron que abandonara sus intentos de recuperar su paleta. Retirado a su casa de via Posillipo, poco atraído por la vida social y mundana, se abandonó a esa pasión por la lectura, la escritura y los libros que había alimentado desde que era un adolescente.
Tradujo Diario de Lauria Besta Kircheff, Corricolo de Alessandro Dumas, Errores de Hjalmar Söderberg , Siren Land de Norman Douglas , Napoleón la última fase de Lord Rosebery , Deläide de Mechtilde Lichnonwsky . Estas traducciones nunca se publicaron, a excepción de Siren Land en 1972 editado por su hijo Domenico Viggiani. La traducción de Deläide se encuentra en la Biblioteca Nacional de Nápoles "Vittorio Emanuele III" (ms. XVIII 86, 9 de febrero de 1937, ff.154). Tampoco algunos cuentos, una novela inconclusa y algunos ensayos, entre los que destaca "Cronología de mi vida de guerra", escrito en octubre de 1943 y un cuento titulado "Nubes", llegaron a publicarse. En cambio, sí fueron publicados diversos artículos en la revista "L'Arca" de Potenza, en "Pro Famiglia", "Il Popolo di Roma" (Cronache Napoletane), "Il Mattino" de Nápoles, "La Gazzetta del Mitragliere" y otras revistas.

## La Biblioteca Viggiani

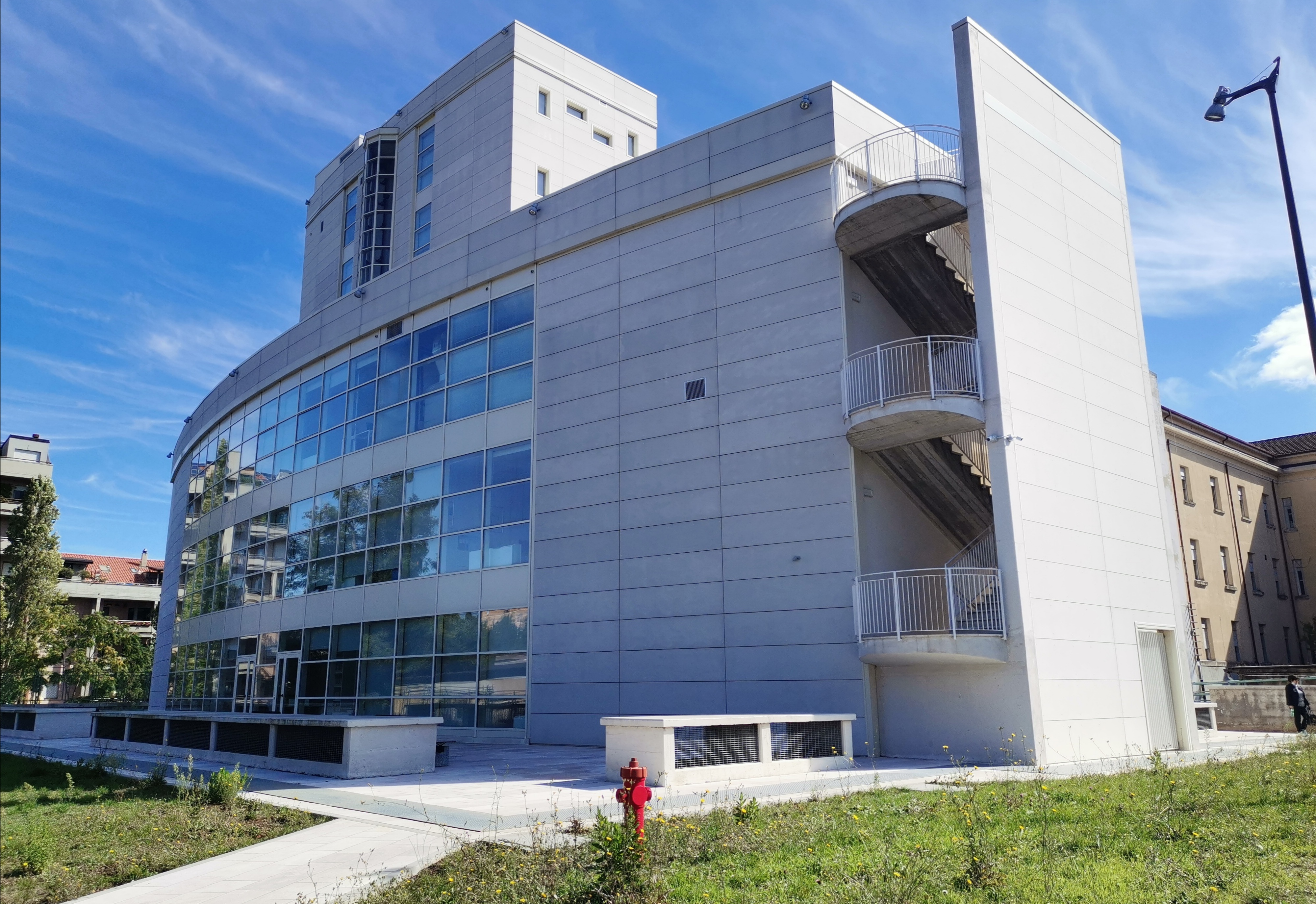
Polo Bibliotecario de Potenza sede de la Biblioteca Nacional de Potenza

Su biblioteca se componía esencialmente de obras italianas, francesas, inglesas y alemanas de carácter literario, histórico y artístico, pero sobre todo ricamente dotada de enciclopedias y material bibliográfico sobre las referidas especialidades. De las obras literarias, una sección considerable que incluía clásicos griegos y latinos se actualizaba constantemente. En cada habitación, abarrotados hasta el techo, se encontraban miles de volúmenes, periódicos y revistas que había coleccionado a lo largo de su vida.
Tras la muerte de Giuseppe Viggiani en Nápoles el 29 de marzo de 1962, sus hijos donaron esta biblioteca a la Biblioteca Nacional para honrar su memoria. Sus libros pasaron a formar, a fines de 1965, el Fondo Giuseppe Viggiani de la Biblioteca Nacional de Nápoles "Vittorio Emanuele III", que entre otras cosas combinó los libros de Viggiani con una iniciativa experimental: la Sección Viggiani, como núcleo reciente orgánico y por derecho propio, permaneció abierto y disponible para consulta incluso los domingos por la mañana.
Después de la inauguración de la Biblioteca Nacional de Potenza, la Sección Viggiani se convirtió en parte constitutiva de la nueva Biblioteca con la excepción de 5 testimonios que quedaron en Nápoles.
Más de 15.000 de los volúmenes de la colección fueron los donados a la Biblioteca Nacional, entre ellos se encuentran 11 del “Cinquecento”, así como muchos folletos y algunos recortes. Unos 5.000 fueron conservados por sus hijos.
El 1 de abril de 1962, el diario "Roma" (Nápoles), en la página 8, titulaba un artículo dedicado a su memoria: "La muerte del pintor Viggiani. Una vida austeramente dedicada al arte y a la patria”.

## Una exposición en elsigloXXI
El Centro Annali "Nino Calice" organizó la exposición "Vincenzo Marinelli y los artistas lucanos del siglo XIX", inaugurada en Potenza el 28 de marzo de 2015 hasta el 2 de junio del mismo año, curada por Isabella Valente. En la sala 5 se presentaron 10 obras de Giuseppe Viggiani. Uno de los artículos de su Catálogo (Calice Editori, 2015), se titula "Giuseppe Viggiani, un artista lucano de Nápoles ", de Nicola De Blasi, pp 206-224.
También el Centro Annali junto con la Universidad de Nápoles Federico II organizaron la conferencia "Ottocento lucano: modelli culturali nell'Italia che nasce" en Nápoles en la sala de conferencias del Conjunto Monumental de San Domenico Maggiore (13 de abril de 2015). Uno de los informes fue: "Giuseppe Viggiani, artista lucano de Nápoles, en las cartas inéditas de Giustino Fortunato", Nicola De Blasi, Universidad Federico II de Nápoles.